# 利尼翁
利尼翁（法語：Lignon，法語發音：[liɲɔ̃]）是法国马恩省的一个市镇，属于维特里勒弗朗索瓦区。

## 地理
利尼翁（48°35'9"N, 4°31'52"E）面积7.5 平方千米，位于法国大東部大區马恩省，该省份为法国东北部内陆省份，北起阿登省，西北接埃纳省，西南接塞纳-马恩省，南至奥布省，东南接上马恩省，东临默兹省。
与利尼翁接壤的市镇（或旧市镇、城区）包括：布朗东维莱尔、日尼-比西、马尔热里-昂库尔、松苏瓦。

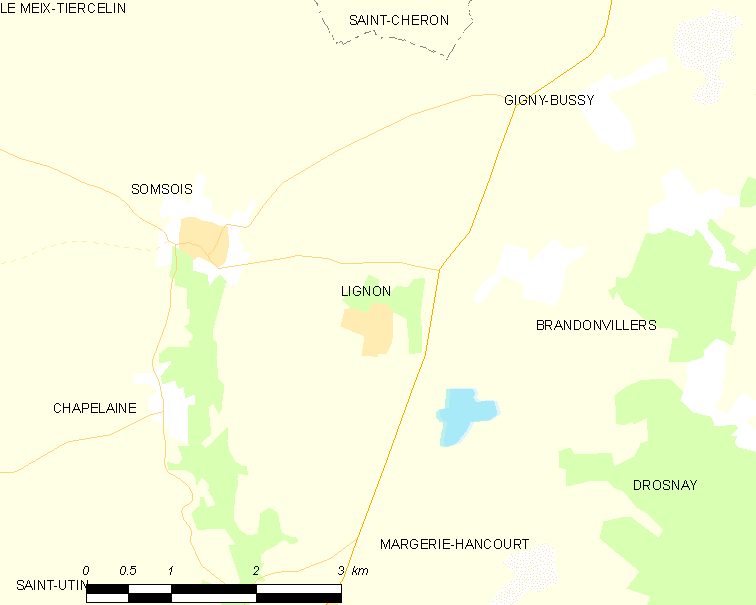
利尼翁的OSM定位图

利尼翁的时区为UTC+01:00、UTC+02:00（夏令时）。

## 行政
利尼翁的邮政编码为51290，INSEE市镇编码为51322。

## 政治
利尼翁所属的省级选区为维特里勒弗朗索瓦-香槟-代尔县。

## 人口

1962-2008年间利尼翁人口变化图示

利尼翁于2022年1月1日时的人口数量为119人。